# NGC 3689
NGC 3689 is een balkspiraalstelsel in het sterrenbeeld Leeuw. Het hemelobject werd op 6 april 1785 ontdekt door de Duits-Britse astronoom William Herschel.

## Synoniemen
- UGC 6467
- MCG 4-27-37
- ZWG 126.57
- PGC 35294